# 八田広子
八田 広子（はった ひろこ、1946年4月9日 - ）は、日本の政治家。元・日本共産党参議院議員（1期）、日本共産党中央委員会名誉役員。八田 廣子、八田 ひろ子とも。

## 来歴

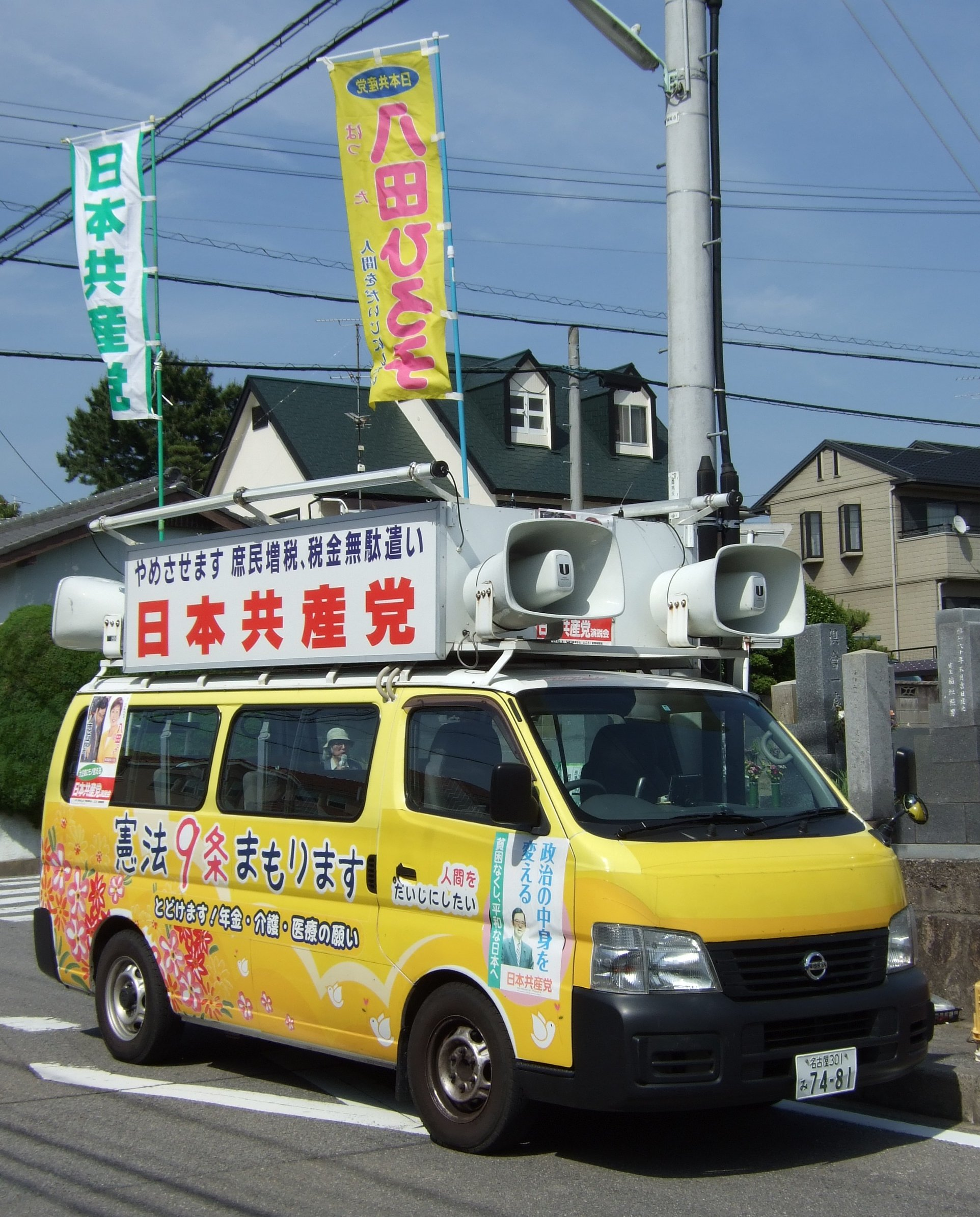
2009年の第45回衆議院議員総選挙における街宣活動

愛知県名古屋市出身。名古屋市立名城小学校、名古屋市立前津中学校、愛知県立瑞陵高等学校卒業。
三井信託銀行（現・三井住友信託銀行）に就職。勤め始めてすぐに「女の子は1時間前に出勤して掃除するものだ」と上司に言われ、男女差別に矛盾を感じたのが政治の道に進むきっかけだったという。
1975年、岡崎市議会議員選挙に日本共産党公認で出馬し、初当選。3期連続で当選。新日本婦人の会の支部役員を務める。
1983年12月2日に岡崎市議を辞職。同年12月18日執行の第37回衆議院議員総選挙に旧愛知4区から立候補し落選。1986年7月6日執行の第38回衆議院議員総選挙も落選。
1987年3月、田中定雄県議（岡崎市選挙区）が病にたおれる。県議選告示日の2週間前であったが、党西三地区委員会は3月18日、田中の後継として八田の擁立を決定した。売上税反対を前面に打ち出し、候補擁立を見送った社会党の支持層も吸引。4月12日に行われた選挙で順位2位で初当選。岡崎で初の女性県議が誕生した。
1991年の県議選で落選。以後、岡崎市は一度も女性県議を当選させていない。1995年の県議選でも落選。
1998年7月12日執行の第18回参議院議員通常選挙に愛知県選挙区（改選数3）から日本共産党公認で立候補。自民党が公認を出した大木浩と浦野烋興が票を食い合い、ともに落選。その結果として八田が得票数3位で初当選した。
2004年7月11日執行の第20回参議院議員通常選挙は落選。
2007年7月29日執行の第21回参議院議員通常選挙は落選。
2009年8月30日執行の第45回衆議院議員総選挙に愛知12区から立候補し、落選。
2011年2月6日執行の名古屋市長選に無所属（日本共産党推薦）で立候補するが、候補者4人中3位で落選。

## 政策
- 選択的夫婦別姓制度導入を支持[16]。2000年には、八田ら超党派女性国会議員50名が、夫婦別姓選択制を求めて内閣総理大臣（当時）の森喜朗に申し入れを行った。申し入れでは、「とくに若い世代では、夫婦別姓選択制を望む声が高まっています。政府には、世論を喚起するなど、夫婦別姓選択制を導入するための努力を望む」としている[17]。